# بيير سيسيل بوفيس دي شافان
بيير سيسيل بوفيس دي شافان (بالفرنسية: Pierre Cécile Puvis de Chavannes)‏ كان رسّامًا فرنسيًا، ولد في 14 ديسمبر 1824 بليون، وتوفي في 24 أكتوبر 1898 بباريس، وهو يعتبر من الوجوه البارزة في المدرسة الرمزية.

## معرض الصور

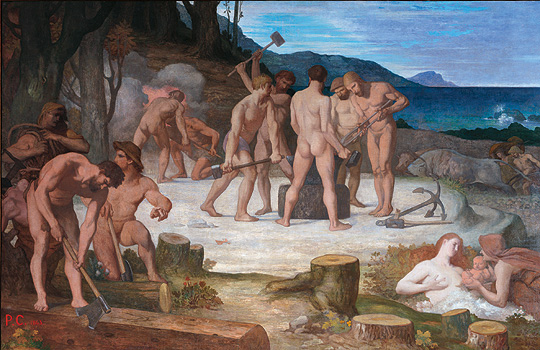
Musée de Picardie. cliché H.Maertens (1863)
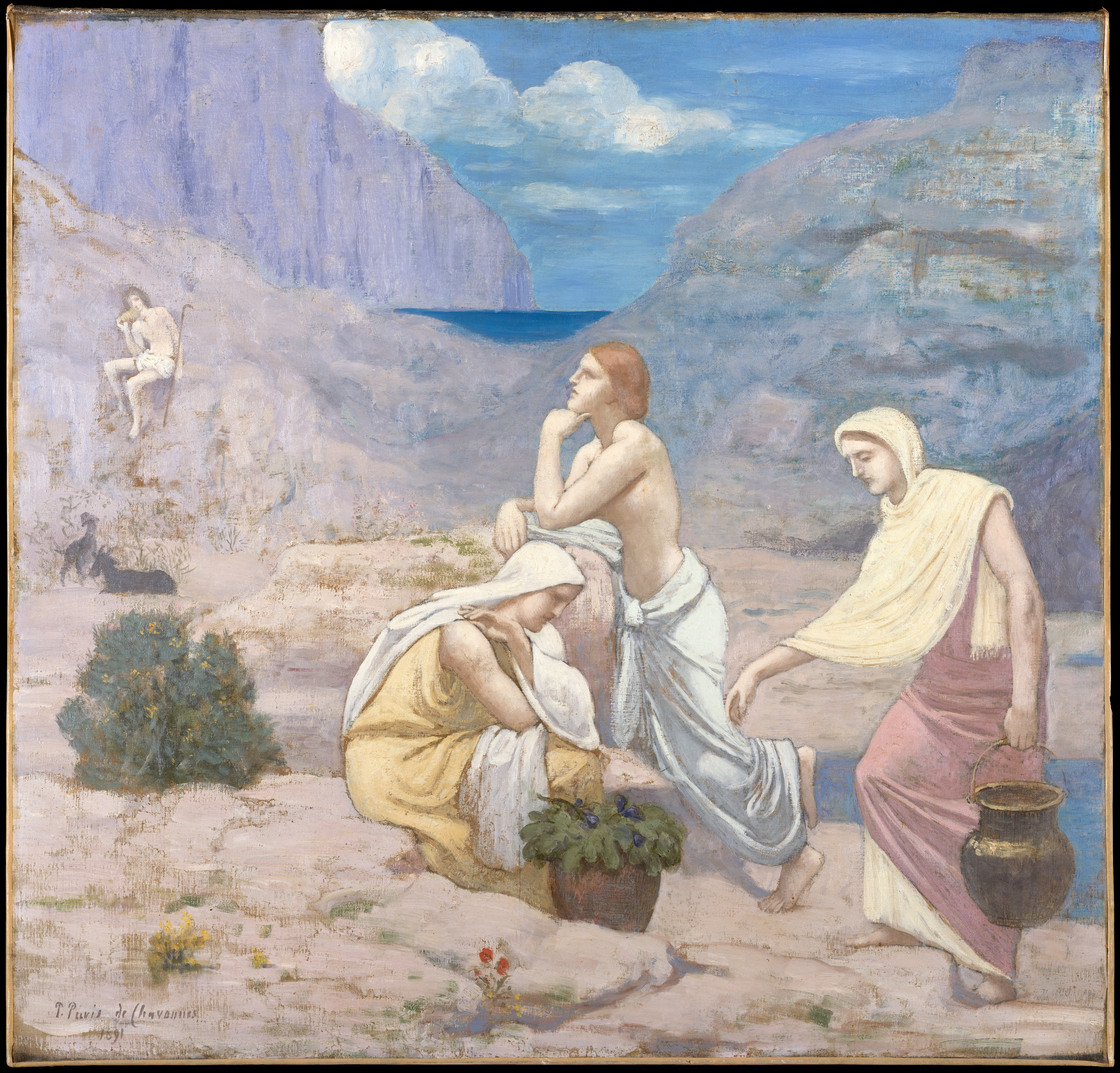
Magdalena (1897)
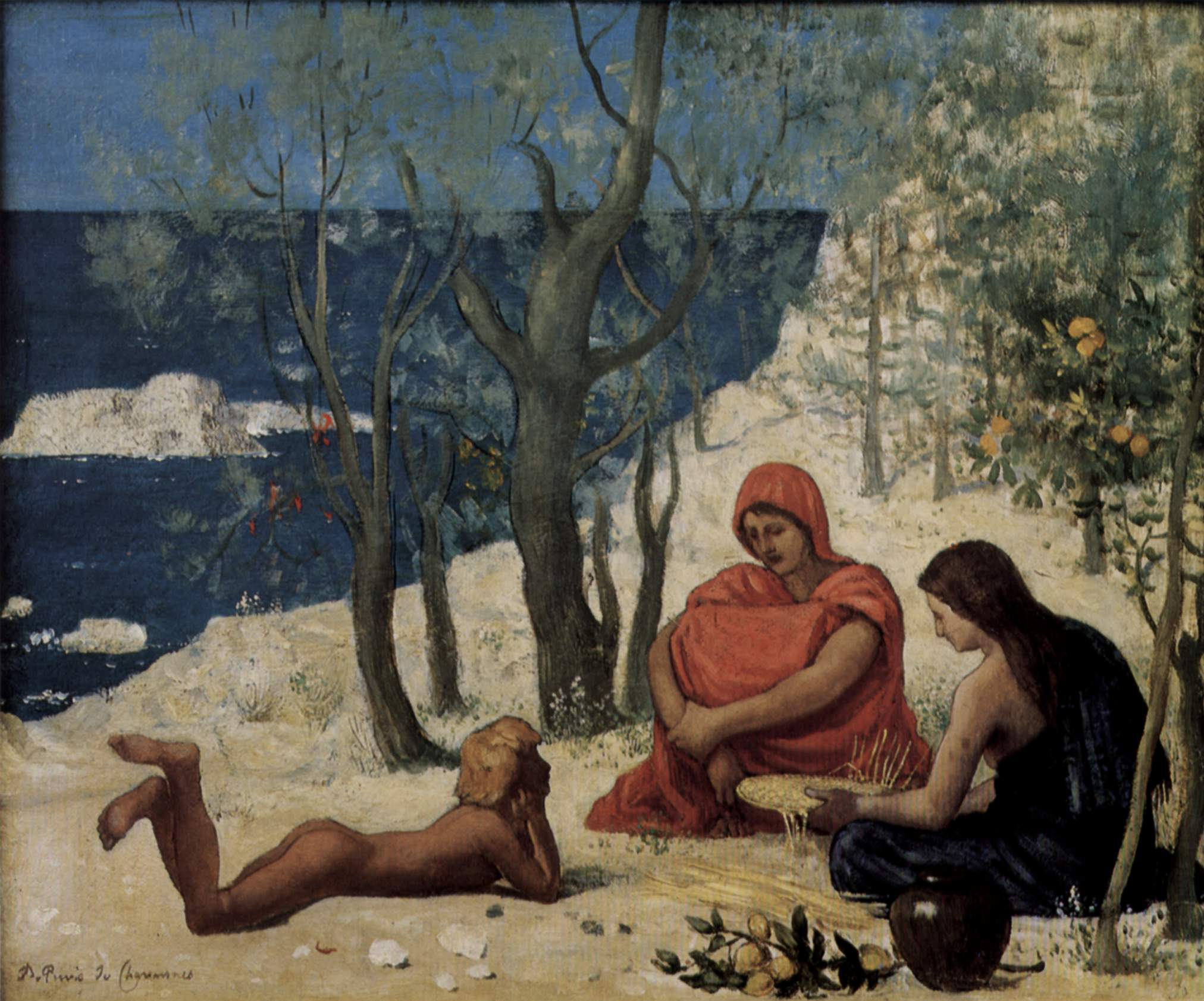
The White Rocks (1869-1872)

## وصلات خارجية
- بيير سيسيل بوفيس دي شافان على موقع الموسوعة البريطانية (الإنجليزية)
- بيير سيسيل بوفيس دي شافان على موقع ميوزك برينز (الإنجليزية)
- بيير سيسيل بوفيس دي شافان على موقع ديسكوغز (الإنجليزية)

- Commercial Art Gallery Guide
- Pierre Puvis de Chavannes at artchive.com